# Le Déjeuner (Monet)
Le Déjeuner, initialement intitulé Panneau décoratif, est un tableau du peintre français Claude Monet, réalisé en 1873-1874, en peinture à l'huile sur toile, mesurant 160 × 201 centimètres. Il s'agit d'une représentation impressionniste d'une table de déjeuner qui n'a pas été débarrassée et de quelques personnages dans le jardin fleuri du peintre. Le tableau se trouve au musée d'Orsay à Paris depuis 1986, en prêt du musée du Louvre.

## Contexte
En 1853, après deux épidémies de choléra, Napoléon III ordonne au préfet du département de la Seine, Georges Eugène Haussmann, de transformer complètement le centre-ville de Paris, en une ville moderne, alors encore largement médiéval, avec ses nombreuses ruelles. Il devait y avoir de larges rues droites et des boulevards et des bâtiments monumentaux de quatre ou cinq étages, avec des balustrades au premier étage. Haussmann a également fait aménager de grands parcs et jardins dans la ville, avec des parterres de fleurs colorés.
En partie sous l'influence des parcs d'Haussmann, à partir de 1870, de nombreux Parisiens ont également commencé à planter des jardins fleuris : une sorte de nouveau passe-temps qui, jusqu'alors, était réservé à la riche aristocratie. De petits jardins ont été plantés dans la ville elle-même, où les bâtiments étaient désormais plus spacieux, mais les plus beaux jardins fleuris ont été aménagés juste à l'extérieur de la ville, dans les maisons de campagne de Parisiens quelque peu aisés, dans la banlieue de Paris, qui était alors devenue rapidement et facilement accessible par le train.
Parmi les Parisiens qui ont acheté une maison à l'extérieur de la ville et créé de magnifiques jardins fleuris, on trouve plusieurs peintres impressionnistes. En 1871, Monet a, lui, loué une maison avec un jardin à Argenteuil, au nord-ouest de Paris, grâce aux relations de Manet. À partir de 1890, plus à l'aise financièrement et surtout enfin propriétaire, il pourra à nouveau s'inspirer de ce type d'environnement à Giverny. Dans ses créations, il s'efforçait de créer un kaléidoscope de couleurs, qui servait d'inspiration pour ses œuvres d'art, ainsi que pour son propre plaisir. Il continuera à peindre ses propres jardins jusqu'à la fin de sa vie, alors que nombre de ses collègues impressionnistes avaient déjà abandonné le thème du jardin. Ses Nymphéas sont peut-être les plus connus d'entre eux. Le Déjeuner est l'un des exemples les plus anciens.

## Description
Le Déjeuner donne une impression charmante et spontanée d'une scène familiale dans le jardin de Monet à Argenteuil : le déjeuner est terminé, mais la table n'a pas encore été débarrassée. Le fils de Monet, Jean (1867-1914), est assis à côté de la table, jouant encore avec des bouts de bois à l'ombre de l'allée du jardin. Un chapeau est toujours accroché dans l'arbre. Un sac et un parasol sont oubliés sur le banc. En arrière-plan, deux dames se promènent.
Cependant, le thème réel du déjeuner, malgré son titre, est la splendeur florale du jardin de Monet, rendue par des contrastes dominants et des tons vifs, principalement en rouge et en vert. Avec des taches et des petites touches, il suggère les grands buissons de fuchsias, de géraniums et de roses, qu'il fait varier de façon ludique avec les taches de soleil qui illuminent le jardin en début d'après-midi. À travers les arbres, la lumière tombe en taches sur les robes des promeneuses, sur le chemin, la cafetière et la nappe, sur certains des barreaux du banc de jardin en bois, sur le chapeau dans l'arbre et sur la tenue de Jean. Ce tableau est un parfait exemple de la maîtrise de Monet pour créer un ensemble presque parfaitement harmonieux à partir de lignes et de traits apparemment aléatoires, et pour toucher l'atmosphère « d'un moment tout aussi parfait de l'après-midi... ».

## Historique
Le Déjeuner est l'une des rares grandes œuvres que Monet a peintes après 1870. Il est également exceptionnel qu'il n'ait pas peint la toile  en plein air, mais dans son atelier, probablement sur la base de croquis au fusain (perdus). Cependant, même dans son studio, il a réussi à obtenir l'effet « extérieur » de manière remarquable.
Monet a exposé le tableau en 1876, lors de la deuxième grande exposition impressionniste, sous le titre de « Panneau décoratif », en référence à son objectif initial : décorer le château de son mécène Ernest Hoschedé. Les deux femmes à l'arrière-plan pourraient très bien être Alice, la femme de Hoschedé, et Camille Doncieux, la femme de Monet, qui étaient des amies proches à l'époque. Après la mort d'Ernest Hoschedé en 1891 (Camille était déjà décédée en 1879), Monet et Alice se marient.
Ce tableau, conçu à l'origine comme un panneau décoratif pour la décoration du château d'Ernest Hoschedé à Montgeron, a fait partie de la collection de Gustave Caillebotte de 1878 à 1894.

## Galerie

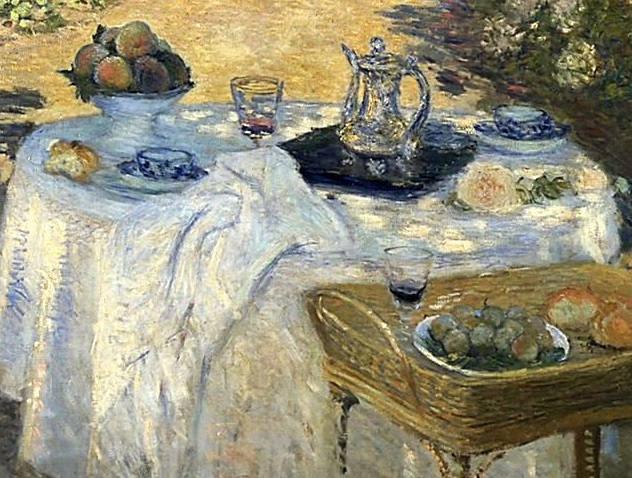
Détail : nature morte.
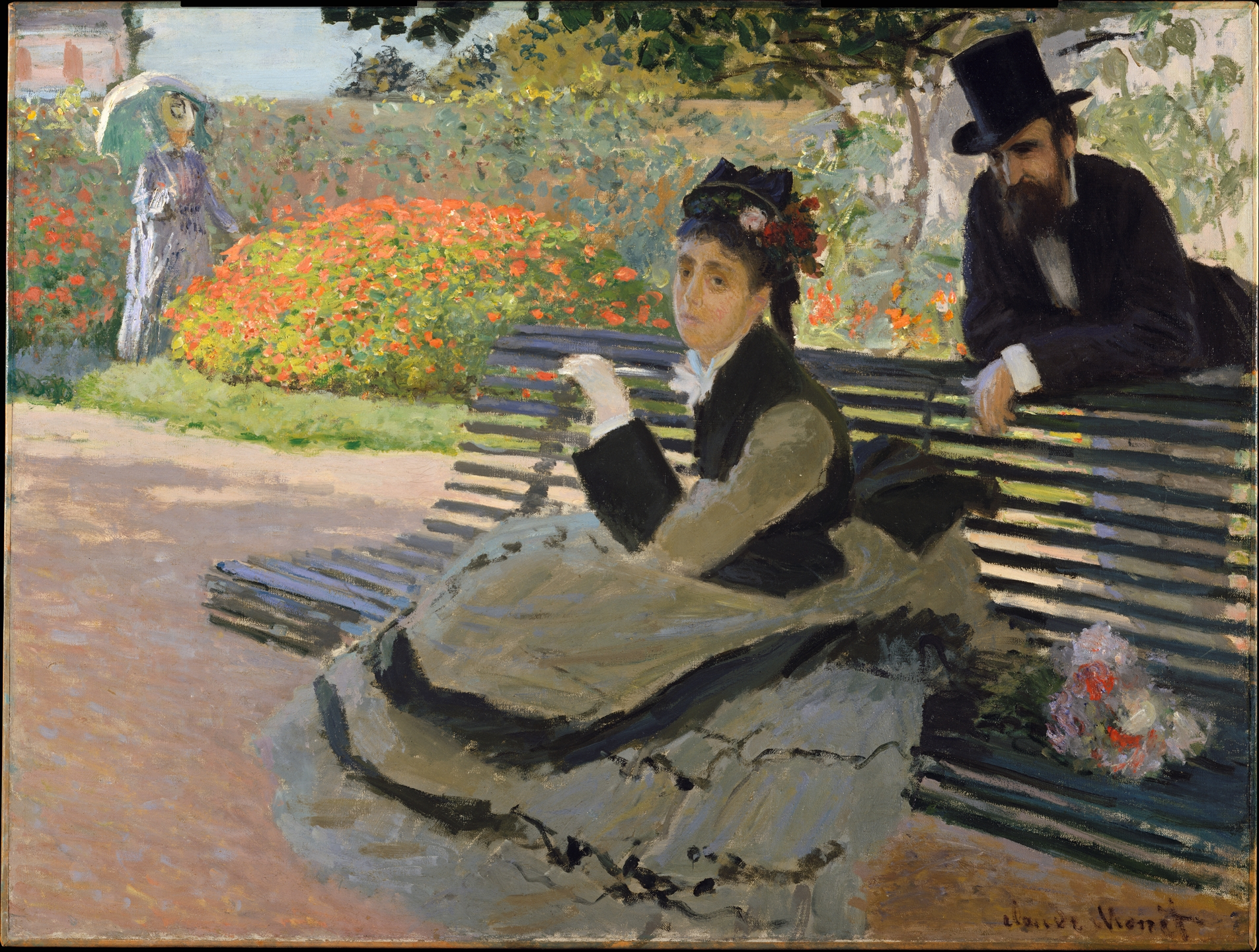
Camille Monet sur un banc de jardin, même jardin, même époque, 1873.
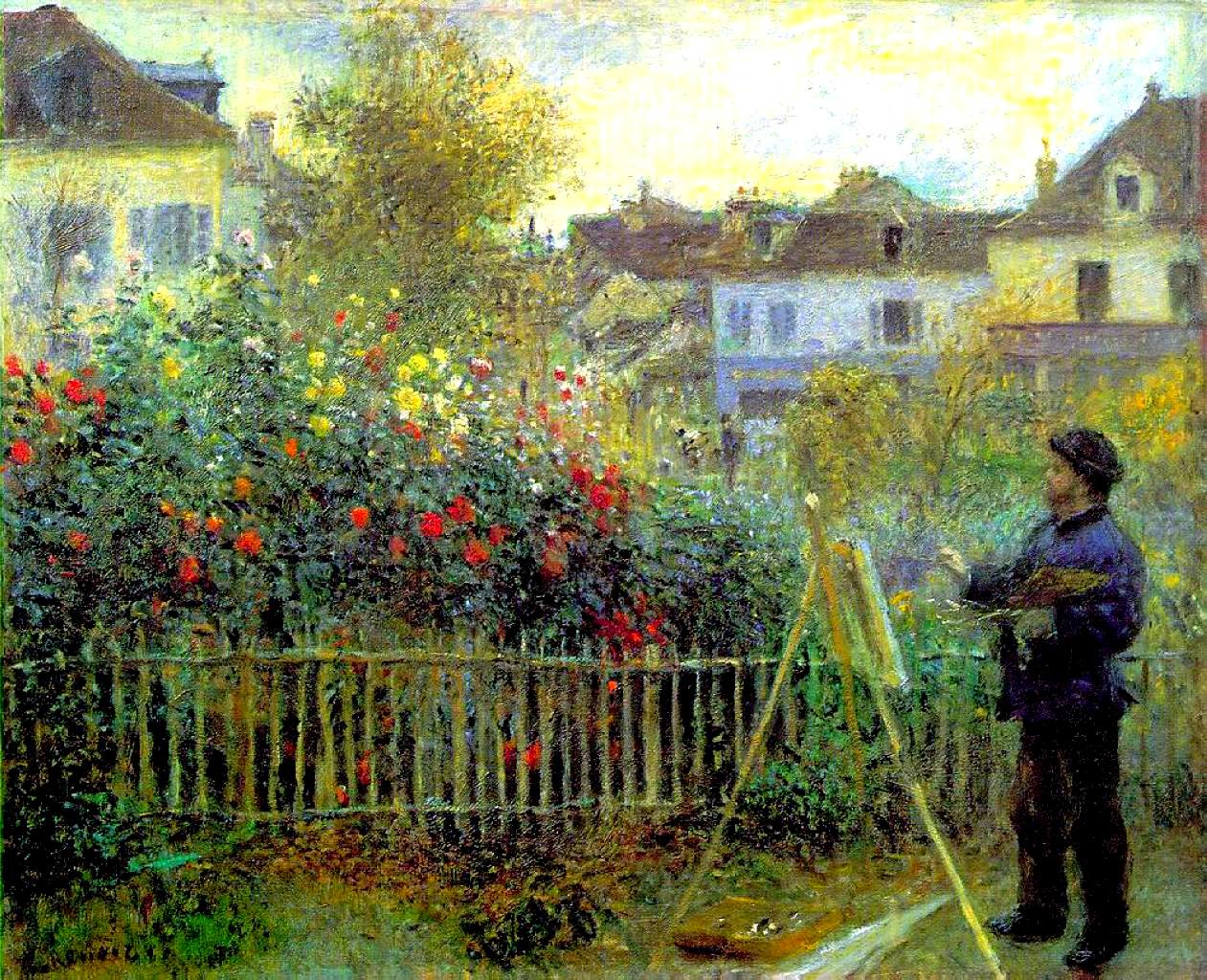
Renoir : Monet peignant dans son jardin d'Argenteuil, 1873.